# チェインダイブ
『チェインダイブ』 (ChainDive) は、アルヴィオン開発、ソニー・コンピュータエンタテインメント発売のPlayStation 2専用ゲームソフト。雑誌の連載広告のイラストは山口陽史が担当。

## 概要
ソニー・コンピュータエンタテインメント制作、株式会社アルヴィオンが開発したチェインアクションゲーム（アルヴィオンではゲームやろうぜ3作目のタイトル）。3D空間を2軸に捉え、伸縮自在なワイヤーの反動を利用しながら高速で縦横無尽に宙を舞い、迫りくる昆虫型生物を破壊していくチェインアクションゲーム。
TGS発表時はショウビジネスを世界観にもつバトルロワイヤル的なゲームだったが、発売時には銀河の悪と戦うSFファンタジー的な世界観となっている。
各ステージごとに異なるステージが用意され、ステージのクリア条件を確認するための各キャラの掛け合いが描かれた部分でも楽しめる。
シナリオはADVモードがプレイ前後に入っている。

## 登場人物
シャーク
トゥルパを倒す力を持っている。モディとの出会いが彼の運命を変える。
モディ
王家の姫であり生物学を専攻する科学者でもある。シャークとの接触を試みる。
ニケ
モディ姫の一番の親友。
メッシス
惑星エルムを襲うトゥルパの指揮官。
トルファ総督
エルム政府と文化的交流をかわしながらオメガ遺跡の発掘を進めている。